# Architektenkammer
Eine Architektenkammer ist eine öffentlich-rechtliche berufsständische Organisation von Architekten in Deutschland. Als Körperschaft des öffentlichen Rechts wird eine Architektenkammer sowohl in der Selbstverwaltung als auch in der mittelbaren Staatsverwaltung tätig und ist dem Allgemeininteresse verpflichtet.
In Österreich sind Architektinnen und Architekten als staatlich befugte und beeidete Ziviltechniker per Gesetz Mitglieder der österreichischen Kammer der Ziviltechniker. Der folgende Artikel bezieht sich auf die Situation in Deutschland, wobei der Aufbau der österreichischen Kammern mit regionalen Länderkammern und einer Bundeskammer ähnlich ist.

## Länderkammern

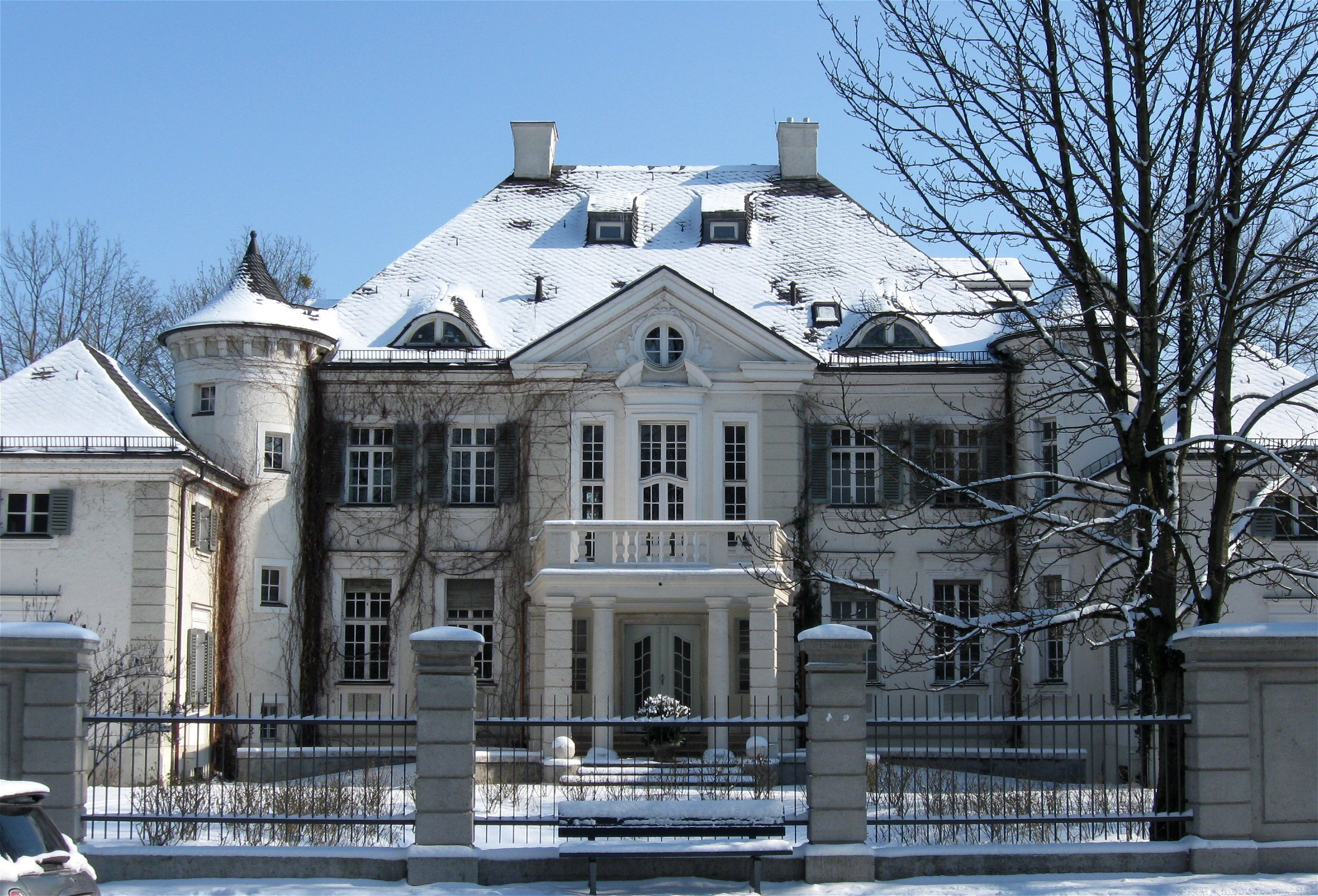
Sitz der Bayerischen Architektenkammer in München

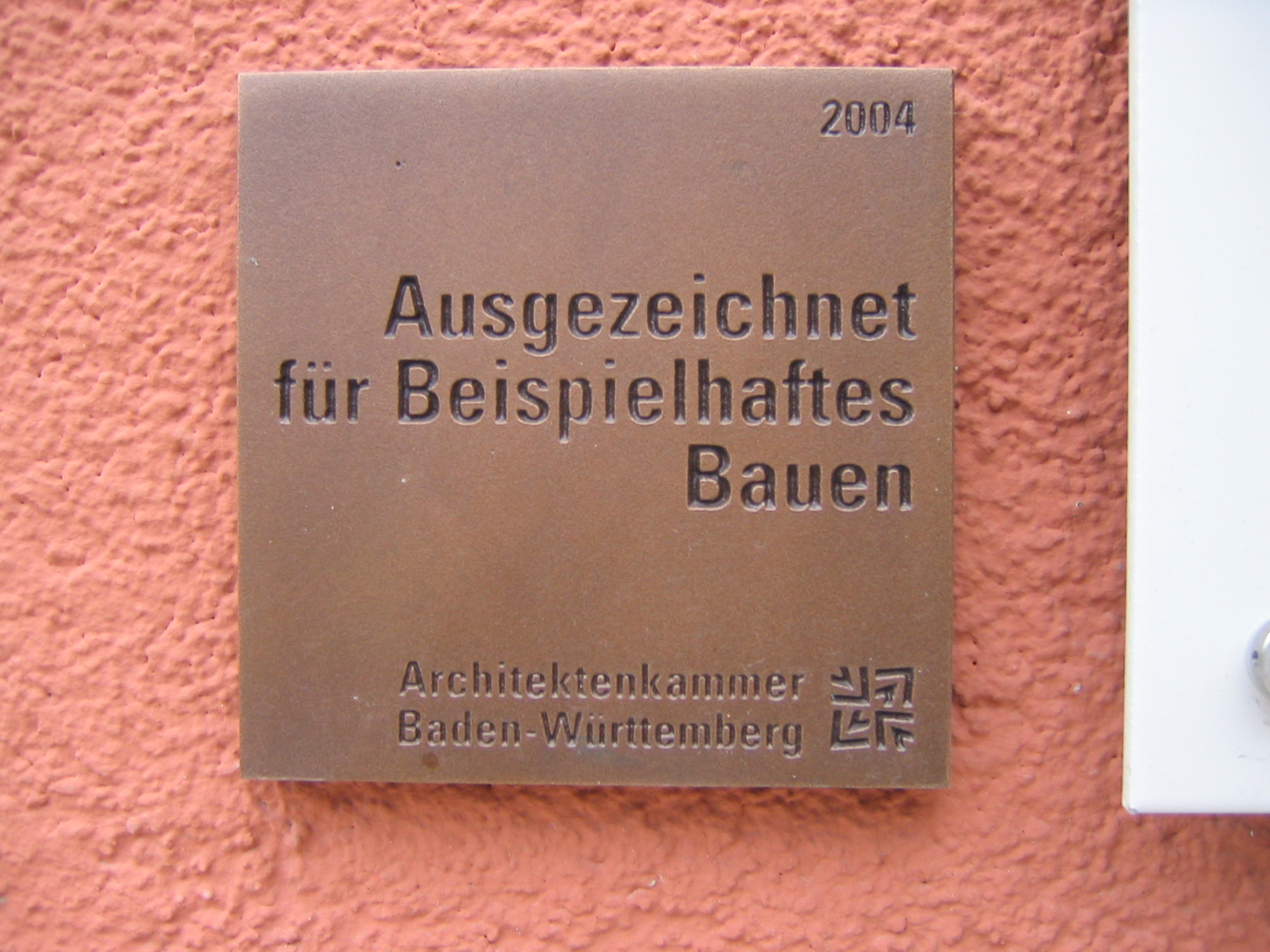
Auszeichnung für Beispielhaftes Bauen der Architektenkammer Baden-Württemberg an der Sparkasse Donaueschingen

Da das Architektenrecht Ländersache ist, besteht in jedem Bundesland eine Architektenkammer. Die Berufsaufgaben, die Eintragung in die Architektenliste und die Organisationsstruktur der Kammern sind dementsprechend in den einzelnen Architektengesetzen der Länder geregelt. Die Aufgaben der Kammern umfassen z. B. „die Baukultur, die Baukunst, das Bauwesen, den Städtebau und die Landschaftspflege zu fördern, …“, aber auch Aufgaben wie Weiterbildung und Vertretung der Interessen des Berufsstands. Das mittlerweile ebenfalls zu den regulären Leistungen der Länderarchitektenkammern gehörende Führen eines (Architekten-)Büroverzeichnisses ist dagegen nicht gesetzlich geregelt.
Die Kammern werden von den eingetragenen Architekten, Innenarchitekten, Garten- und Landschaftsarchitekten  und Stadtplanern selbst getragen. Nur in die Architektenliste eingetragene Mitglieder der Architektenkammern dürfen diese Berufsbezeichnung oder Abwandlungen davon führen. Die Modalitäten der Aufnahme von Mitgliedern in die Kammer bzw. die Architektenliste werden ebenfalls durch die Architektengesetze bzw. eine landesrechtliche Eintragungs- und Löschungsverordnung geregelt.
Die Berufsbezeichnungen Architekt, Innenarchitekt, Stadtplaner oder Landschaftsarchitekt darf nur verwenden, wer Pflichtmitglied der für seinen Geschäftssitz örtlich zuständigen Architektenkammer ist. Die Architektenkammern haben insoweit die weitere Aufgabe, das Berufsrecht der Architekten zu fördern und zu überwachen. Verstöße der Architekten gegen berufsrechtliche Regelungen können von den Berufsgerichten der Architektenkammern geahndet werden.
Die Länderkammern betreuen insgesamt mehr als 140.000 Mitglieder und werden insgesamt von 155 Vorstandsmitgliedern geleitet. Der Frauenanteil bei den Mitgliedern der Architektenkammern liegt bei rund 36,6 %, der Anteil der Frauen bei den Vorstandsmitgliedern liegt bei 25,2 %.
Die Interessenvertretung der Architektenkammern auf der europäischen Ebene, dem Architects Council of Europe, obliegt der Architektenkammer Baden-Württemberg.
Grundlage der Tätigkeit der Architektenkammer und für den Schutz der Berufsbezeichnungen sind die jeweiligen Landesgesetze, in der Regel Architekten- bzw. Baukammerngesetze wie z. B. das Baukammerngesetz NRW.

## Bundesarchitektenkammer
Die Bundesarchitektenkammer als Dachverband der Länderkammern ist im Gegensatz zu diesen keine öffentlich-rechtliche Körperschaft, sondern als privatrechtlicher Verein organisiert, zu dem sich die 16 Länderarchitektenkammern zusammengeschlossen haben. Zweck der Bundesarchitektenkammer (BAK) ist es, „die gemeinsamen Belange der Architekten innerhalb der Bundesrepublik Deutschland, auf europäischer und internationaler Ebene gemäß den Beschlüssen der Bundeskammerversammlung und des Vorstandes zur Geltung zu bringen“ (§ 2 Abs. 1 der Satzung der BAK).
Seit 2021 ist Andrea Gebhard Präsidentin der Bundesarchitektenkammer.
Von 1982 bis 1999 war die Bundesarchitektenkammer im Lippeschen Landhaus im Bonner Ortsteil Oberkassel ansässig, seither hat sie ihren Sitz am Askanischen Platz im Berliner Ortsteil Kreuzberg.